# Steve Radford
Steve Richard Radford (*1957) is een Brits politicus en partijleider van de Liberal Party (Liberale Partij).
Radford is sinds 1984 lid van de gemeenteraad van Liverpool. Van 2005 tot 2009 en sinds 2010 geeft hij leiding aan de Liberal Party. In 2012 was hij kandidaat voor het burgemeesterschap van Liverpool. Naast zijn werkzaamheden als politicus is hij ook op andere vlakken maatschappelijk actief. Hij is lid van een anti-oorlogscoalitie, de eurosceptische No2EU ("Zeg Neen tegen de EU") en de Lesbian and Gay Christian Movement (Lesbische en Homoseksuele Christelijke Beweging).